# Inspection des camps de concentration
L’inspection des camps de concentration, ou IKL (en allemand : Inspektion der Konzentrationslager, /ɪnspɛkˈt͡si̯oːn deːɐ̯ kɔnt͡sɛntʁaˈt͡si̯oːnsˌlaːɡɐ/ ? Écouter [Fiche]) était l’administration centrale SS ayant autorité sur les camps de concentration du Troisième Reich. L'inspection a été créée par Theodor Eicke sous le nom de Generalinspektion der Verstärkten SS-Totenkopfstandarten (inspection générale des unités à tête de mort) avant d’être intégrée à l'Office central SS pour l'économie et l'administration comme étant le département (Amtsgruppe) D.

## Création

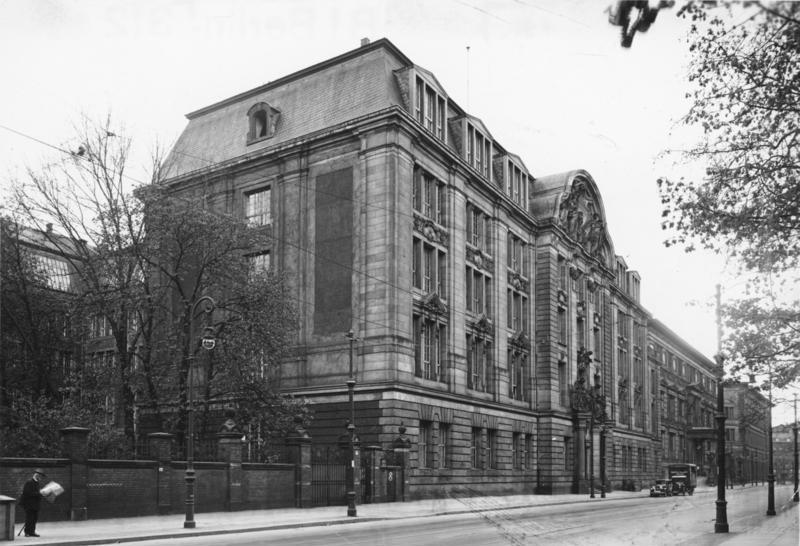
L'IKL au siège de la Gestapo sur Prinz-Albrecht-Straße à Berlin en 1934.

Le SS-Oberführer Theodor Eicke devient commandant du camp de concentration de Dachau le 26 juin 1933. La manière dont il organise le camp servira plus tard de modèle dans tous les autres camps de concentration. Eicke demande à porter le titre d’inspecteur des camps de concentration dès le mois de mai 1934.
Le 20 juillet 1934, après la Nuit des Longs Couteaux, la SS est détachée de la SA et fonctionne de manière autonome. Eicke, qui a été l’un des assassins de Röhm le 2 juillet, est officiellement nommé inspecteur des camps de concentration et promu au rang de SS-Gruppenführer. De plus, l’inspection des camps de concentration est conçue comme un département pour Eicke. L’inspection est subordonnée au SD et à la Gestapo pour la détermination des internés dans les camps, et des libérations. Mais le fonctionnement intérieur des camps est du seul ressort de l’inspection.

## Fonctionnement de 1935 à 1945
L’IKL demeure une petite administration jusqu'au début de la Seconde Guerre mondiale. On compte onze fonctionnaires à la fin de l’année 1934. Eicke laisse ses subordonnés agir à leur discrétion dans les affaires de routine. Plusieurs départements sont créés : le département politique, dirigé par Arthur Liebehenschel en 1937, le département administratif, dirigé par Anton Kaindl en 1936, et le département médical, dirigé par un médecin-chef (d’abord Friedrich Dermietzel (de), puis en 1937, Karl Genzken). Richard Glücks est chef du département militaire et homme de confiance de Eicke. Le 1er avril 1936, Eicke nomme Glücks chef d'État-major des Wachverbände avant d’en faire son adjoint. À la fin de l’année 1936, l’IKL compte 32 fonctionnaires et, à la fin de l’année 1938, 45 fonctionnaires.

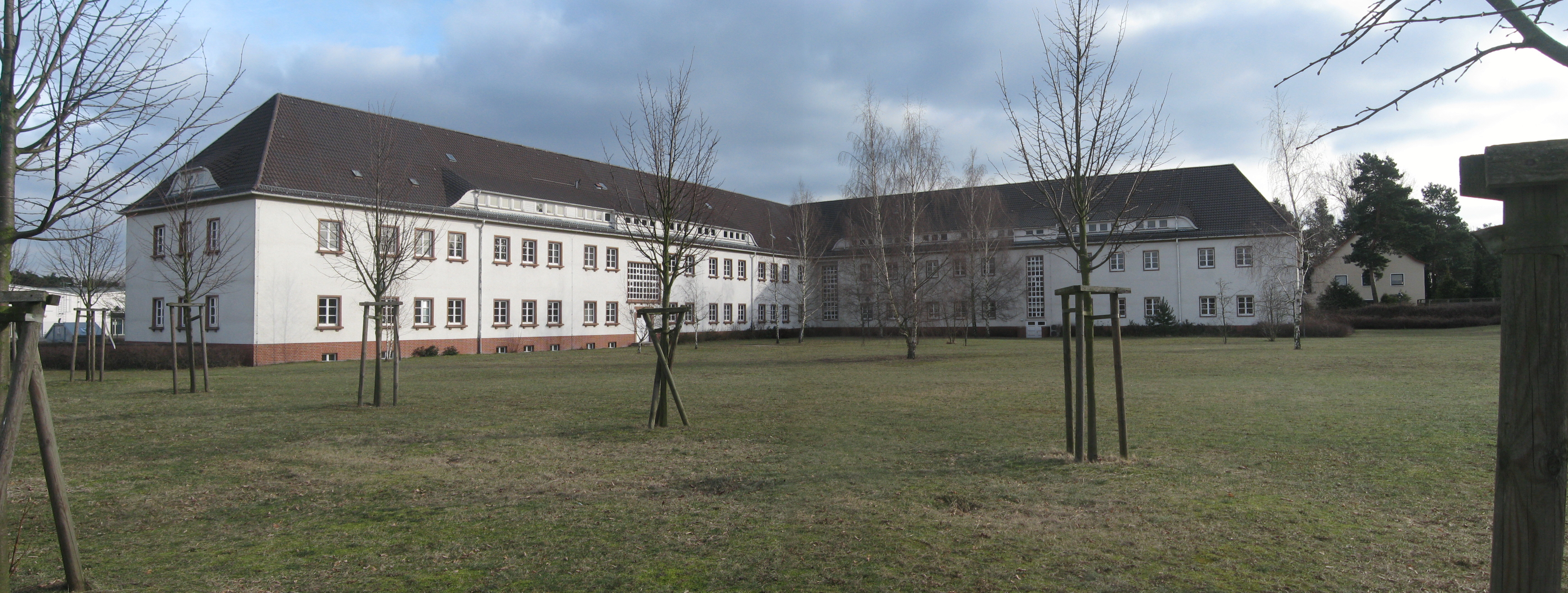
L'immeuble en T au camp de Sachsenhausen, siège de l'inspection des camps de concentration à partir de 1938.

En 1934, l’IKL s’installe à Oranienburg, l’un des premiers camps de concentration, puis, lorsque ce camp est fermé pour être remplacé par le camp de Sachsenhausen, en 1936, l’IKL s’installe dans un vaste immeuble de bureaux en forme de T, situé en bordure sud du nouveau camp.
Au début de la Seconde Guerre mondiale, Theodor Eicke, qui a perdu la confiance d'Himmler, est réaffecté au front, pour commander les SS-Totenkopf-Standarten et en novembre 1939, Glücks est promu inspecteur des camps de concentration. Il apporte peu de changements, laissant la structure comme Eicke l’avait mise en place. Dans le cadre du soutien à la machine de guerre nazie, il est décidé à la fin de l’année 1941 que les prisonniers des camps de concentration vont être assignés au travail dans les usines d’armement. Cette décision entraîne un renforcement de l’IKL qui devient le département, ou division, D (en allemand, Amtsgruppe ou Amt.) à l'Office central SS pour l'économie et l'administration (SS-Wirtschafts-Verwaltungshauptamt ou WVHA) et emploie 20 cadres SS et 80 SS subalternes. Dès la création du réseau de camps de concentration, le chef du WVHA, Oswald Pohl, avait essayé d’influencer leur gestion. Il finit par y parvenir notamment parce que l’IKL, et plus tard le département D, intervient dans la chaîne de commandement des gardiens de camps, à travers les chefs de blocs et chefs de camps. Les commandants de camps sont bien chargés de la discipline des gardiens SS, mais ils ne sont pas leurs supérieurs. Il s’agit d’un exemple frappant du principe de double subordination dans la Schutzstaffel.
En dehors des décisions relatives à l’internement et à la libération des individus, qui sont de la compétence du SD et de la Gestapo (qui deviendront des départements du RSHA), l’IKL a le contrôle complet des détenus. Elle coordonne et communique également au sujet des actions d'éliminations, comme le programme 14f13 ou le massacre des commissaires soviétiques. Les camps d’Auschwitz-Birkenau et de Majdanek, conçus comme des camps d’extermination dans le cadre de la « Solution finale », étaient également sous la supervision de l’IKL.
Les positions de commandement dans les camps de concentration étaient systématiquement pourvues en recourant au même petit groupe d'officiers SS, qui ne furent jamais envoyés au front pendant la durée de la guerre. En écartant les 110 médecins de camps, ce petit groupe consiste en 207 hommes et quelques femmes.
En janvier 1945, on dénombrait 37 674 hommes et 3 508 femmes travaillant comme gardes dans les camps de concentration.

## Structure des camps de concentration

### Services et compétences
L'administration d'un camp de concentration était divisée en 5 départements (Abteilungen):
- Abteilung I : Kommandantur-Stab (Commandement - quartier général);
- Abteilung II : Politische Abteilung (département politique), doté d'officiers de la Sicherheitspolizei, (Gestapo ou Kripo);
- Abteilung III : Schutzhaftlager (camp de détention préventive), dit aussi Häftlingslager (camp de détenu), dirigé par un Schutzhaftlagerführer, qui est l'adjoint du commandant du camp; à ce titre il dirige aussi les gardes appartenant aux unités à tête de mort, parfois appuyés par des troupes extérieures, comme c'est le cas à Trawniki;
- Abteilung IV : Standortverwaltung (administration), dirigé par un Verwaltungsführer et responsable de l'administration générale, dans son aspect intendance (magasins, cuisines, jardins, blanchisserie, ateliers, etc) et gestion;
- Abteilung V : Sanitätswesen (département médical), géré par un Standortarzt (médecin-chef).

La politique du personnel de l'IKL était largement basée sur les relations personnelles. Pour cette raison, il n'y a eu qu'une petite élite de commandants de camps de concentration pendant le Troisième Reich. À la différence des gardes, ces « experts » n'ont en général pas été envoyés au front.

### Fonctions du département politique
Le Politische Abteilung était responsable de l'enregistrement des détenus et de leurs mouvements (entrées, libérations, transferts), des enquêtes et des interrogatoires, souvent assortis de tortures ou de menaces. Le chef du département était toujours un officier du Sipo, subordonné à la Gestapo locale, qui recevait souvent ses ordres directement du RSHA.

### Fonctions du département administratif
Le Standortverwaltung était responsable du logement et des baraques, de la nourriture, des vêtements, ainsi que des payes du commandement et des gardes; il était responsable des mêmes sujets pour les détenus. Les états et la comptabilité étaient maintenus en suivant les requêtes du bureau IV, Amt. D au WVHA. Une tâche importante était la Gefangeneneigentumsverwaltung (gestion des biens des prisonniers) qui concernait tout ce que les détenus avaient amené au camp, argent, valeurs, bijoux, vêtements civils, etc.

### Fonctions du département médical
Le médecin responsable du Sanitätswesen avait autorité sur l'ensemble des docteurs de camp, y compris les dentistes. Un médecin était affecté aux soins médicaux des gardes SS. Les autres médecins suivaient les rotations du tableau de service (camp des hommes, camp des femmes, etc). Les soins médicaux aux détenus étaient considérés comme une tâche secondaire, contrairement au maintien de l'hygiène du camp, à titre prophylactique, et à la sauvegarde de la force de travail des détenus. À cette fin, les détenus médecins et infirmières étaient employés comme auxiliaires. Les contacts directs entre les médecins SS et les détenus, comme patients, étaient rares. 
Par ailleurs, le Sanitätswesen avait la charge de tâches annexes, parfois pseudo-médicales, comme la « sélection » des nouveaux prisonniers à l'arrivée des transports, la surveillance de procédures de gazage, la surveillance de l'arrachage des dents en or de la bouche des morts, la délivrance de certificats de décès après les exécutions, les procédures d'avortement et de stérilisation sur les prisonniers, et la participation aux prétendues expérimentations médicales.